# Schaerbeek
Schaerbeek (em neerlandês Schaarbeek) é uma das 19 comunas bilingues da Bélgica situada na Região de Bruxelas-Capital.
Em 1 de Julho de 2005, contava com 111 574 habitantes, vivendo numa área de 8,1 km², ou seja 13 775 habitantes/km².
Schaerbeek é composta por numerosos bairros populares e cosmopolitas. Tem alguns locais notáveis como o parque Josaphat, a igreja Sainte-Marie, os Halles, a Maison des Arts, assim como numerosas casas arte nova e art déco particularmente bem preservadas.
- Museu da cerveja : Avenue Louis Bertrand, 33-35
- Museu do Relógio em faiança (em português)[ligação inativa] : Boulevard Reyers, 163
- A Maison Autrique (casa arte nova) : Chaussée de Haecht, 266

## Personalidades culturais de Schaerbeek
- Jacques Brel (1929-1978), compositor e cantor.
- Gustave Strauven (1878-1919), arquitecto de arte nova.
- Virginie Efira (1977) ,actriz de cinema